# Caldo bordelés

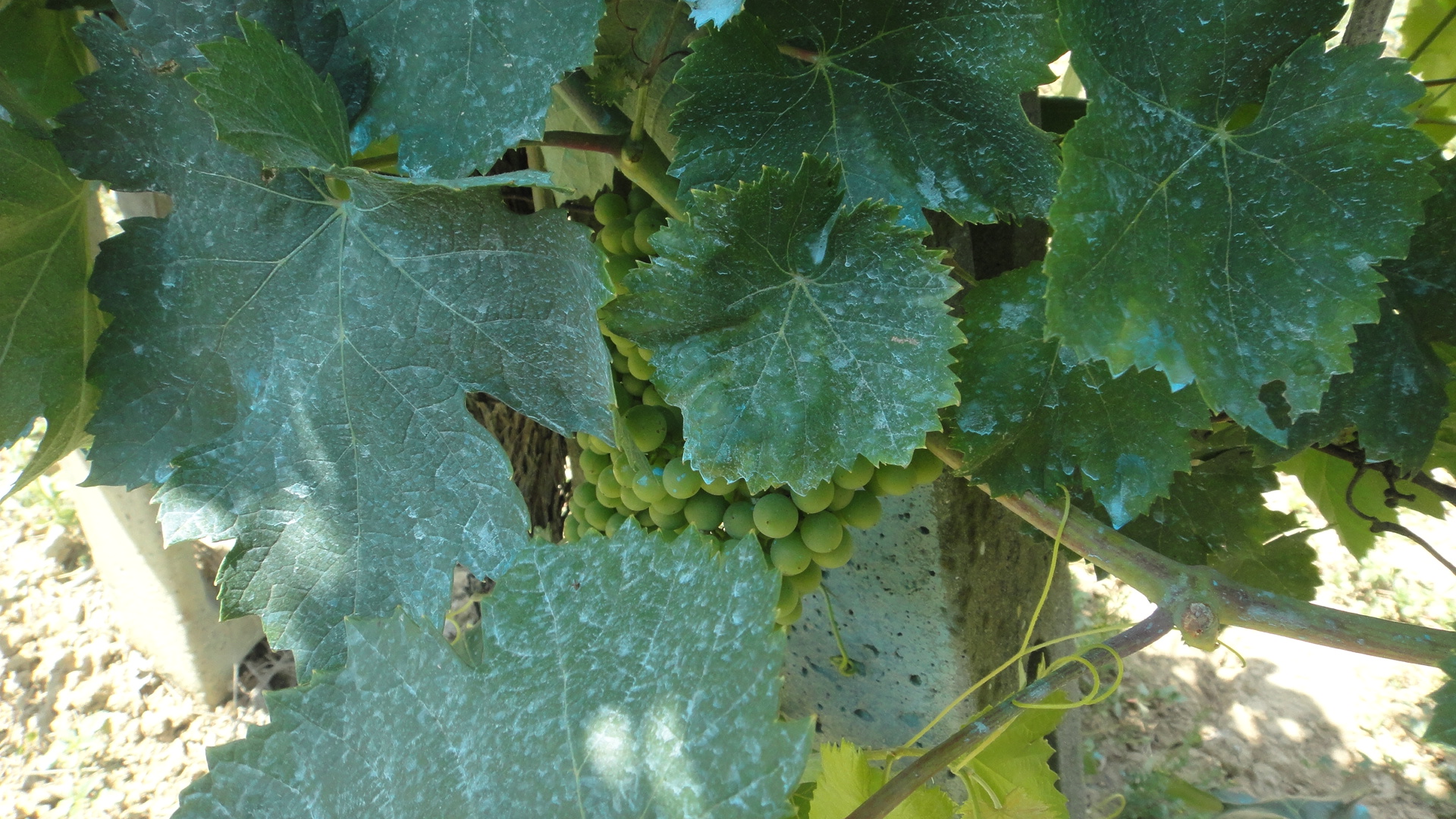
Hojas de viña recubiertas en parte con caldo bordelés

El caldo bordelés es una combinación de sulfato cúprico y cal hidratada, inventado por los viñateros de la región de Burdeos, Francia, y conocida localmente como Bouillie Bordelaise. Se fabrica por neutralización de una solución de sulfato cúprico con la cal. Contiene 20% de cobre (expresado en cobre metal). Fue inventada por el químico bordelés Ulysse Gayon y el botánico Alexis Millardet en 1880.
Se usa principalmente para controlar hongos en jardines, viñedos, invernáculos, en general infestaciones fúngicas, en especial hongos de la viña. Este fungicida ha sido usado por más de un siglo y sigue empleándose, aunque el cobre puede lixiviarse y contaminar corrientes de agua. Además, es de gran preocupación ambiental por los problemas que presenta la acumulación de cobre en los suelos.
Proceso Tradicional para hacer Caldo Bordelés:
Ingredientes para Caldo Bordelés:
- 100 gramos de sulfato de cobre
- 100 gramos de cal hidratada
- 10 litros de agua

Disolver 100 gramos de sulfato de cobre en 5 litros de agua caliente. Usar un recipiente que no sea de metal.
En otro recipiente, mezclar 100 gramos de cal hidratada con 5 litros de agua.
Combinar ambas soluciones cuidadosamente mientras se agitan.
Una vez mezcladas, dejar reposar y luego filtrar el líquido para eliminar impurezas.
El producto se genera al equilibrar en líquido una mezcla de sulfato de cobre, utilizando una solución formada por hidróxido de calcio. (CuSo4+CaOH).
El resultado contiene un 20 % de cobre cobre metal.
El Caldo Bordelés está listo para ser aplicado.
Aunque cada uno puede preparar este fungicida en casa, hay que tener en cuenta que su preparación puede ser compleja y es fácil cometer errores que afecten su eficacia y nuestra seguridad. Dada su accesibilidad y bajo costo en el mercado, es más recomendable comprarlo ya preparado.